# Louis Jacques Marie van Nieuwenhuyse
Louis Jacques Marie van Nieuwenhuyse, né le 18 septembre 1799 à Bruges et mort le 26 décembre 1870 à Bruges, est un homme politique belge.

## Mandat
- Membre de la Chambre des représentants.

## Sources
- R. Devuldere, Biografisch repertorium der Belgische parlementairen, senatoren en volksvertegenwoordigers 1830 tot 1.8.1965, Gent, 1965, p. 4486.
- Jean-Luc De Paepe, Christiane Raindorf-Gérard, Le Parlement Belge 1831-1894. Données Biographiques, Brussel, Académie Royale de Belgique, 1996, p. 587.